# Бренда Лорел
Бренда Лорел (англ. Brenda Laurel) — американська дизайнерка взаємодії, дизайнерка відеоігор та дослідниця. Вона є прихильницею різноманітності та інклюзивності у відеоіграх, «новаторкою у розробці віртуальної реальності», публічним оратором і науковицею.
Лорел була засновницею та керівницею програми дизайну в Каліфорнійському коледжі мистецтв (2006—2012), ще вона займалася випускною програмою медіадизайну в коледжі дизайну Art Center (2000—2006). Вона працювала в Atari, була співзасновницею студії розробки ігор Purple Moon та працювала консультантом із дизайну взаємодії для багатьох компаній таких як: Sony Pictures, Apple і Citibank. Станом на 2021 рік її поточна робота зосереджена на навчанні STEAM і застосуванні в ньому доповненої реальності.

## Молодість і освіта
Бренда Кей Лорел народилася 20 листопада 1950 року в місті Колумбус, штат Огайо. Вона здобула освіту в Університеті Де Поу, там отримала ступінь бакалавра мистецтв, а ось ступінь магістра образотворчого мистецтва, та доктора філософії здобула в Університеті штату Огайо. У 1986 році була опублікована дисертація під назвою «До розробки комп'ютерної інтерактивної фентезійної системи», дана стаття лягла в основу її книги «Комп'ютери як театр», яка була опублікована у 1993 року.

## Кар'єра
Перші ігри Лорел були для платформи CyberVision, там вона працювала дизайнером, програмістом і менеджером з дизайну освітніх продуктів у період з 1976—1979 рік. Потім вона перейшла в Atari як фахівчиня із програмного забезпечення, а згодом стала менеджеркою відділу стратегії програмного забезпечення та маркетингу домашніх комп'ютерів, де працювала з 1980—1983 роки. Отримавши ступінь доктора філософії, Лорел працювала в Activision (1985—1987). Наприкінці 1980-х і на початку 1990-х років вона працювала креативним консультантом над низкою ігор LucasArts Entertainment і Balance of the Planet Кріса Кроуфорда. Протягом цього часу Лорел також була співзасновницею Telepresence Research, Inc., і стала дослідником в Interval Research Corporation, де вона працювала над дослідженням зв'язку між статтю та технологіями.
Вона також є членкинею правління кількох компаній та організацій.

### Purple Moon та ігри для дівчаток
Як одна з перших жінок-розробників ігор, Лорел активно писала на тему розробки відеоігор для дівчат. Вона стверджувала, що в той час, як рання індустрія відеоігор була зосереджена майже виключно на розробці продуктів, орієнтованих на молодих чоловіків, дівчата за своєю суттю не були байдужими до середовища. Швидше, дівчат просто цікавили різні види ігрового досвіду. Її дослідження показало, що молоді жінки, як правило, віддають перевагу досвіду, заснованому на складній соціальній взаємодії, вербальних навичках і трансмедіа.
Ігровий бізнес виник із комп’ютерних програм, які були написані молодими людьми та для них самих наприкінці 1960-х та на початку 1970-х років. Вони працювали настільки добре, що досить швидко сформували дуже прибуткову галузь. Але те, що спрацювало для цієї демографічної групи, абсолютно не спрацювало для більшості дівчат і жінок.— Бренда Лорел
У 1996 році Лорел заснувала свою компанію під назвою Purple Moon. Вона була зосереджена на створенні ігор, орієнтованих саме на молодих дівчат віком від 8 до 14 років. Бачення Лорел полягало у тому, щоб створювати ігри для дівчат, які більше зосереджувалися б на прийнятті рішень у реальному житті, а не на зовнішності та матеріальності. Компанія була експериментом із перетворення дослідження ігрових уподобань дівчат у комерційні відеоігри. Фірма виробляла ігри, розроблені навколо розповіді історій, відкритого дослідження та відпрацювання реалістичних сценаріїв із повсякденного життя, на відміну від змагальних ігор, що включають партитури та часові сегменти. Компанія випустила десять ігор, в основному розділених на дві серії: «Rockett», яка зосереджена на щоденних спілкуваннях молодої дівчини, і більш медитативну серію «Secret Path». Фіолетовий місяць був придбаний Mattel у 1999 році, але пізніше був закритий.

Purple Moon отримала критику за те, що зосереджується на розробці ігор виключно на основі статі. Дослідження були звинувачені в посиленні відмінностей між статями, акцент був на стереотипно жіночих цінностях співпраці, оповіді та соціалізації на противагу стереотипно чоловічим цінностям, втіленим у більшості ігор, як насильство та змагання.

### Віртуальна реальність
У 1989 році Лорел і Скотт Фішер заснували компанію Telepresence Research, яка займається дослідженнями та розробкою медіа від першої особи, віртуальної реальності та віддаленої присутності.
У роботах Лорел з дизайну інтерфейсу добре відома підтримка теорії інтерактивності, «ступеню, до якого користувачі середовища можуть впливати на форму або зміст опосередкованого середовища». Віртуальна реальність, згідно з Лорелом, характеризується не такою мірою своїми уявними або нереальними елементами, ніж мультисенсорним представленням об'єктів, реальних чи уявних. У той час як дискусії навколо віртуальної реальності зазвичай зосереджувалися на візуальних уявленнях, аудіо та кінестезія є двома потужними джерелами сенсорного введення, до яких намагаються підключитися пристрої віртуальної реальності. Інсталяція Laurel Placeholder 1994 року в Banff Center for the Arts — у співпраці з Рейчел Стрікленд — досліджувала ці мультисенсорні можливості. Placeholder був першим проектом VR, який відокремив погляд від напрямку руху, дозволив брати участь двома руками, підтримував ігри для двох гравців і використовував зображення природного ландшафту. Інсталяція дозволяла кільком людям будувати розповідь, прикріплюючи трекери руху до тіл суб'єктів, дозволяючи їм орієнтуватися у віртуальному середовищі, виконуючи звичайні фізичні дії з особливими результатами, наприклад, змахуючи руками для польоту.

### Академічне середовище
Після закриття Purple Moon Лорел працювала кафедрою та професором у коледжі дизайну ArtCenter, а згодом у Каліфорнійському коледжі мистецтв, а також стала ад'юнкт-професором Каліфорнійського університету в Санта-Крус. Зараз вона викладає дослідження дизайну, критику, методи інновацій і творчості та взаємодію в полісі.

## Нагороди
У 2015 році Лорел отримала нагороду Trailblazer на фестивалі IndieCade.

## Роботи

### Книги
- Комп'ютери як театр (2-е видання), Addison-Wesley Professional, (2013)ISBN 0321918622
- Design Research: Methods and Perspectives, MIT Press, (2004)ISBN 0-262-12263-4
- Utopian Entrepreneur, MIT Press (2001)ISBN 0-262-62153-3
- Комп'ютери як театр, Еддісон-Уеслі (1991)ISBN 0-201-55060-1
- Мистецтво дизайну інтерфейсу «людина-комп'ютер», Еддісон-Уеслі (1990)ISBN 0-201-51797-3

### Ігри
- Золотоволоска, на CyberVision. (1978)
- Шибениця, на CyberVision. (1978)
- Лабіринт: Комп'ютерна гра (1986)
- Rockett's New School, Purple Moon Media. (1997)
- Secret Paths in the Forest, Purple Moon Media. (1997)ISBN 9781890278168
- Хитре рішення Рокетта, Purple Moon Media. (1998)
- Таємне запрошення Рокетта, Purple Moon Media. (1998)ISBN 9781890278281
- Перший танець Рокетта, Purple Moon Media. (1998)
- Rockett's Adventure Maker, Purple Moon Media. (1998)
- Secret Paths to the Sea, Purple Moon Media. (1998)
- Starfire Soccer Challenge, Purple Moon Media. (1998)

## Виступи в ЗМІ
- Колонізація кіберпростору (1991)[22]
- Кіберпанк (1990)[23]
- Бренда Лорел на TED(англ.)
  - «Ігри для дівчаток» (TED1998)

## Особисте життя
Зараз Лорел працює консультанткою і доповідачем, ще за сумісництвом займається зануренням у вушка.